# Гросси, Рафаэль
Рафаэ́ль Мариа́но Гро́сси (исп. Rafael Mariano Grossi; род. 1961, Альмагро, Аргентина) — аргентинский дипломат. Генеральный директор Международного агентства по атомной энергии с 3 декабря 2019 года. Ранее был послом Аргентины в Австрии, Словении, Словакии и международных организациях, базирующихся в Вене (2013—2019 гг.).

## Биография
Родился в 1961 году в еврейской семье. В 1985 году окончил Католический университет Аргентины.
В 1998—2001 годах представлял Аргентину в НАТО.
С 1997 года по 2000 год Рафаэль Гросси был президентом Группы правительственных экспертов ООН по Международному реестру вооружений, а затем стал советником помощника Генерального секретаря ООН по разоружению.
С 2002 года по 2007 год начальник штаба Международного агентства по атомной энергии и Организации по запрещению химического оружия.
Во время работы на аргентинской дипломатической службе он был: генеральным директором по политической координации Министерства иностранных дел, международной торговли и вероисповедания, послом в Бельгии и представителем Аргентины в отделении Организации Объединённых Наций в Женеве
С 2010 года по 2013 год заместитель Генерального директора по вопросам политики МАГАТЭ.
С 2013 года по 2019 год — посол Аргентины в Австрийской республике, МАГАТЭ и других международных организациях, базирующихся в Вене.
В 2019 году был избран генеральным директором МАГАТЭ.

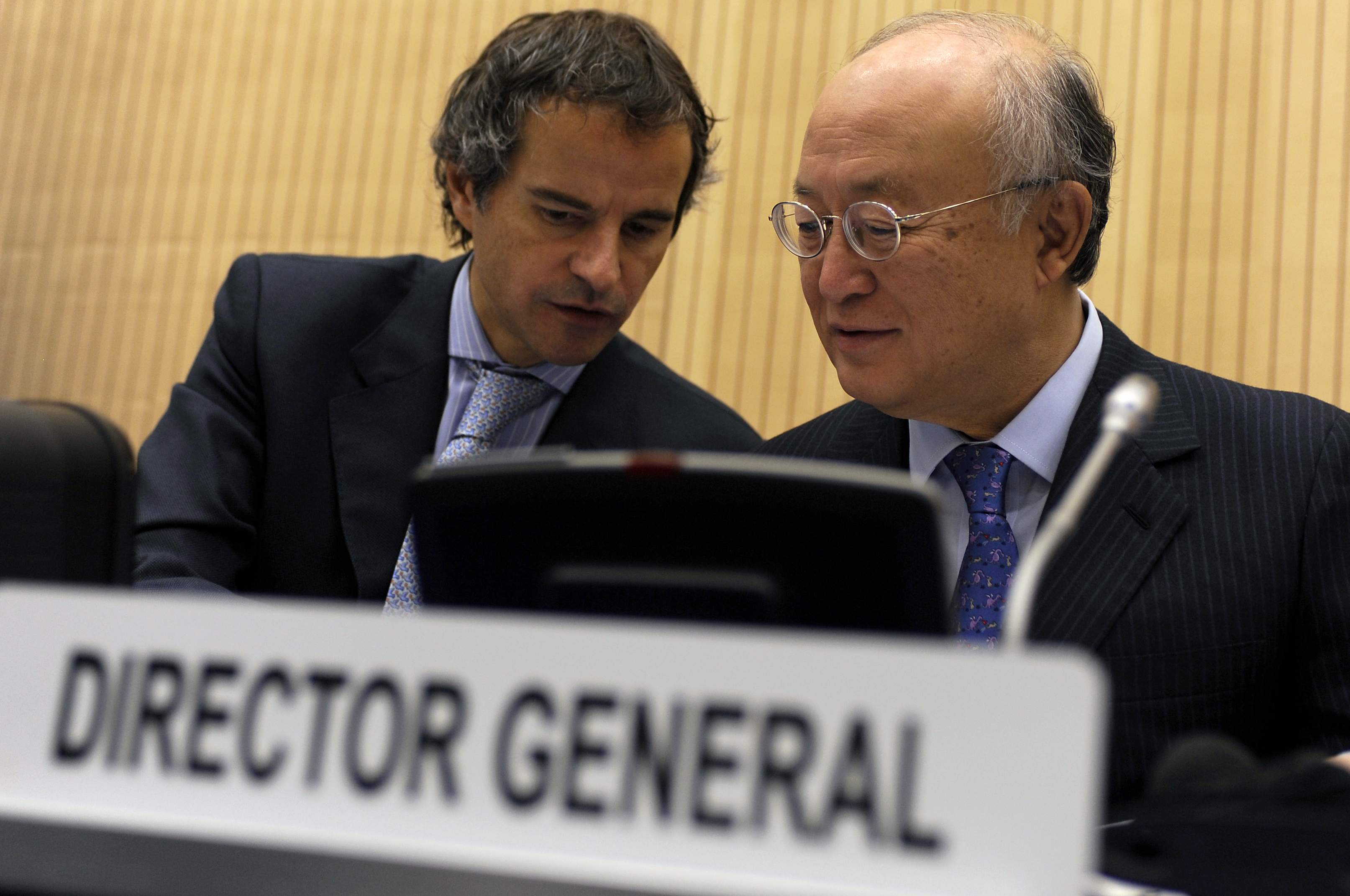
Гросси вместе с Юкией Амано в 2011 году.

В 2017 году он привлёк акустиков из числа наблюдателей за взрывами, чтобы найти подлодку «Сан-Хуан». В результате был идентифицирован сигнал. Подлодка была обнаружена в 20 км от места сигнала.
В апреле 2022 года он посетил территорию Чернобыльской АЭС.
Участвовал в заседании Совета безопасности ООН 11 августа 2022 года по теме Запорожской АЭС. Выразил желание отправиться в район Запорожской АЭС. 31 августа утром миссия МАГАТЭ выехала из Киева.
28 октября 2022 года Гросси заявил, что надеется на скорое создание безопасной зоны вокруг Запорожской АЭС. 
31 октября 2022 года Гросси заявил, что эксперты МАГАТЭ начали проверку на двух ядерных объектах Украины после сообщений о «грязной бомбе».

## Семья
Женат, воспитывает восемь детей.